# ポジェガ＝スラヴォニア郡

ポジェシュコ・スラヴォンスカ郡の位置

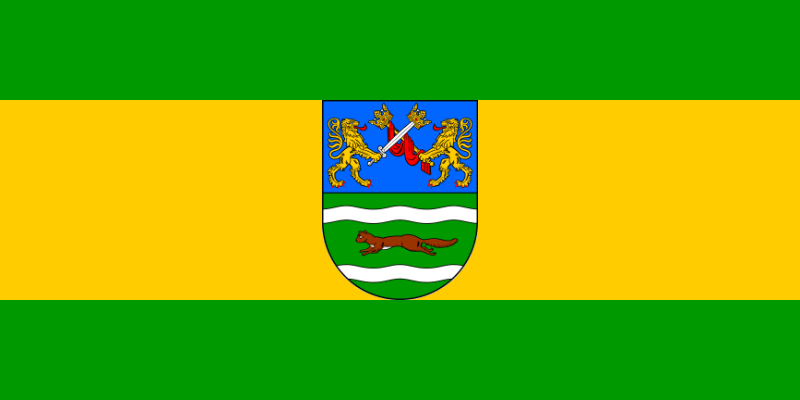
郡の旗

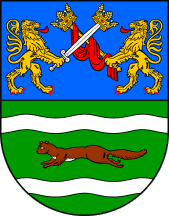

ポジェガ＝スラヴォニア郡(ポジェガ＝スラヴォニアぐん、Požeško-slavonska županija)はクロアチアのスラヴォニア地方に位置する郡。郡都はポジェガ。